# Григорівка (Ізюмський район)
Григорі́вка —  село в Україні, у Барвінківській міській громаді Ізюмського району Харківської області. Населення становить 300 осіб. До 2020 орган місцевого самоврядування — Григорівська сільська рада.

## Географія
Село Григорівка знаходиться за 6 км від м Барвінкове. За 1,5 км залізнична станція Григорівка, на заході за 1 км село Петрівка. Автомобільна дорога Т 2113.

## Історія
Село засноване 1889 року великою групою меннонітів. У селі була "дорфшуле" - сільська школа, вітряк, а згодом -паровий млин.
У квітні 1918 року в залізничній катастрофі (диверсія) загинули 37 і поранені 150 німецьких вояків. Загиблі були поховані на місцевому кладовищі. Нині на могилі звалена надгродна стела.
17 липня 1924 року майже усі григорівчани виїхали спеціальним поїздом до Москви, звідти - до Риги, а далі океанським лайнером до Канади. Село було заново населене російським та українським населенням.
12 червня 2020 року, відповідно до Розпорядження Кабінету Міністрів України  № 725-р «Про визначення адміністративних центрів та затвердження територій територіальних громад Харківської області», увійшло до складу Барвінківської міської територіальної громади.
19 липня 2020 року, в результаті адміністративно-територіальної реформи та ліквідації Барвінківського району, село увійшло до складу Ізюмського району.

## Сьогодення
В селі працює сільський Будинок культури, бібліотека, загальноосвітня школа, де навчається 112 учнів, трудиться 12 вчителів, фельдшерсько-акушерський пункт.
На навколишніх землях господарює агрофілія „Григорівська" ДП „Шахтар", яка нещодавно збудувала в с. Малолітки сучасний молочнотоварний комплекс, який поки що є взірцем у районі серед подібних підприємств.